# Со Джи Вон
Пак Бён Чхоль (кор. 박병철; род. 19 февраля 1976 года, Сеул, Йонсан, Республика Корея — 1 января 1996 года, Сеул, Тонджакку, Республика Корея), наиболее известный как Со Джи Вон (кор. 서지원) — южнокорейский певец.

## Ранняя жизнь и образование
Со Джи Вон родился 19 февраля 1976 года в Сеуле, район Йонсан, Республика Корея и был старшим из двух сыновей. Во время учёбы в начальной школе его семья, вслед за отцом, переехала в Германию, где прожила полтора года, после чего переехала в США. Затем он вернулся в Корею, чтобы выучить корейский язык, и поступил в начальную школу Йонсана в Сеуле, где окончил пятый класс и вернулся в Лос-Анджелес, США.
Он начал играть на фортепиано в начальной школе, в течение 10 лет изучал классическое фортепиано, а в средней школе учился играть на виолончели в оркестре кампуса, чтобы развить в себе музыкальное чутье. С 1986 года и до переезда в Лос-Анджелес, США, он исполнял партию сопрано в детском хоре KBS. После окончательного переезда в США он работал в хоре «Angels in America» и лелеял свою мечту стать певцом. С 1990 года он был моделью, работающий под агентством Bean X Model Agency, работая моделью для CF Milo Print и брендов одежды GAP, ESPRIT и Levi's.
В 1993 году, во время учебы в средней школе, он прошел открытое прослушивание, организованное корейской национальной радиостанцией «Чунъанъ ильбо» и корейским звукозаписывающим лейблом в Лос-Анджелесе, США, с коэффициентом 1000:1, что является высоким показателем. Вскоре после окончания школы, с поддержкой родителей, он вернулся в Корею один.

## Карьера
После четырех месяцев работы над песнями под руководством композитора Ан Чжин У и трех месяцев записи, он выпустил свой первый альбом Seo Ji Won, куда вошла одна из его популярных песен «Another Beginning» в октябре 1994 года и дебютировал на телевидении в программе SBS «You Scoop» (кор. 당신이 특종) в декабре того же года. Через три месяца после своего дебюта на телевидении он стал главным ведущим в развлекательной программе SBS «Чемпион по прыжкам» (кор. 점프 챔프), а также исполнил главную мужскую роль в мини-дорамах «Мужчины и женщины-инженеры» (кор. 남녀공학) и «Соперники» (кор. 라이벌).
Выход второго альбома, который вышел поздней осенью 1995 года, был отложен из-за проблем со здоровьем Со Джи Вона, и период обсуждения альбома был отложен ещё раз, и в итоге релиз второго альбома был отложен до середины января 1996 года.
Однако 1 января 1996 года, перед выходом своего второго альбома, он внезапно скончался, а его второй альбом так и остался шедевром. Заглавная песня его второго альбома «Collect My Tears», написанная Чон Чжэ Хёном, заняла первое место в трех телевизионных музыкальных программах, включая KBS «Gayotop 10», MBC «Inkigayo Best 50», SBS «Live TV Gayo 20», что стало его первым дебютом на первой строчке. Со Джи Вон, который должен был украсить сцену финала в качестве главного героя №1, к сожалению, скончался и не смог быть на сцене, поэтому его выступление было заменено музыкальным клипом, а когда он занял первое место в рейтинге MBC «Best 50» его мать и коллеги приняли награду за него и когда он занял первое место в KBS «Gayotop 10», вместо него в шоу участвовал бас-гитарист группы Basis, к которой принадлежал Чон Чжэ Хён.

## Смерть
1 января 1996 года в 18:30 вечера Со Джи Вон был найден бьющимся в конвульсиях на своей кровати после попытки самоубийства в своём доме в Тэбан-доне, Тонджакку, Сеул, и был доставлен в больницу, где в конце концов скончался. Представитель компании объявил, что при вскрытии в Национальном институте науки и расследований было обнаружено более 300 таблеток, которые, по всей видимости, были стабилизаторами нервной системы, а завещание подтвердило почерк Со Джи Вона в результате подтверждения почерка его родителей. Похороны состоялись в 9:00 утра 5 января 1996 года в больнице Йонсан при Университете Чунан, и после того, как его похоронили перед такими телеканалами, как SBS, KBS и MBC, его перевезли Коян, Кёнгидо, и он был кремирован, а два года спустя (в 1998 году) его останки были развеяны возле горы Чирисан, вершины Ногодан.

## Дискография

### Альбомы
| Тип              | Год  | Название        | Детали                                                            | Примечания |
| ---------------- | ---- | --------------- | ----------------------------------------------------------------- | ---------- |
| Студийный альбом | 1994 | Seo Ji Won      | • Релиз: 10 октября 1994 • Лейбл: Omni Music • Форматы: CD, MC    |            |
| Студийный альбом | 1996 | Tears           | • Релиз: 22 января 1996 • Лейбл: Omni Music • Форматы: CD, MC     |            |
| Студийный альбом | 1996 | Made in Heaven  | • Релиз: 1 декабря 1996 • Лейбл: Kingrecord • Форматы: CD, MC     |            |
| Сборник          | 1998 | Seo Ji Won Best | • Релиз: 27 ноября 1998 • Лейбл: Woongjin Media • Форматы: CD, MC |            |